# К-551 «Владимир Мономах»
К-551 «Владимир Мономах» — российская атомная подводная лодка стратегического назначения 4-го поколения. Третий корабль базового проекта 955 «Борей», назван в честь великого князя Владимира Всеволодовича Мономаха. Входит в состав 25-й дивизии подводных лодок Тихоокеанского флота ВМФ России с базированием в Вилючинске.

## Постройка и испытания
К-551 «Владимир Мономах» заложен 19 марта 2006 года в 55-м цехе ФГУП ПО «Северное машиностроительное предприятие» в Северодвинске. Закладка была приурочена к 100-летию подводного флота России, в её церемонии принял участие главнокомандующий ВМФ России адмирал Владимир Масорин. При строительстве корабля использовались обечайки прочного корпуса утилизированной АПЛ К-480 «Ак Барс».
30 декабря 2012 года лодка выведена из цеха для последующего спуска на воду, а 18 января 2013 года она была выведена из плавдока и начаты швартовные испытания.
8 октября 2013 года «Владимир Мономах» успешно завершил первые заводские ходовые испытания в Белом море. С 11 июня по 7 июля 2014 года состоялись заключительные заводские испытания.
С 16 июля по 25 июля 2014 «Владимир Мономах» прошёл первый этап государственных испытаний на морских полигонах Северного флота. В испытаниях также принимала участие подводная лодка проекта 941УМ «Акула» «Дмитрий Донской». 10 сентября 2014 года в Белом море «Владимир Мономах» из подводного положения успешно запустил ракету «Булава» по полигону Кура на Камчатке, тем самым завершив государственные испытания.
Акт приёма-передачи подводного крейсера «Владимир Мономах» подписан 10 декабря 2014 года, а Андреевский флаг торжественно поднят 19 декабря и крейсер вошёл в состав Тихоокеанского флота ВМФ России.

## Служба

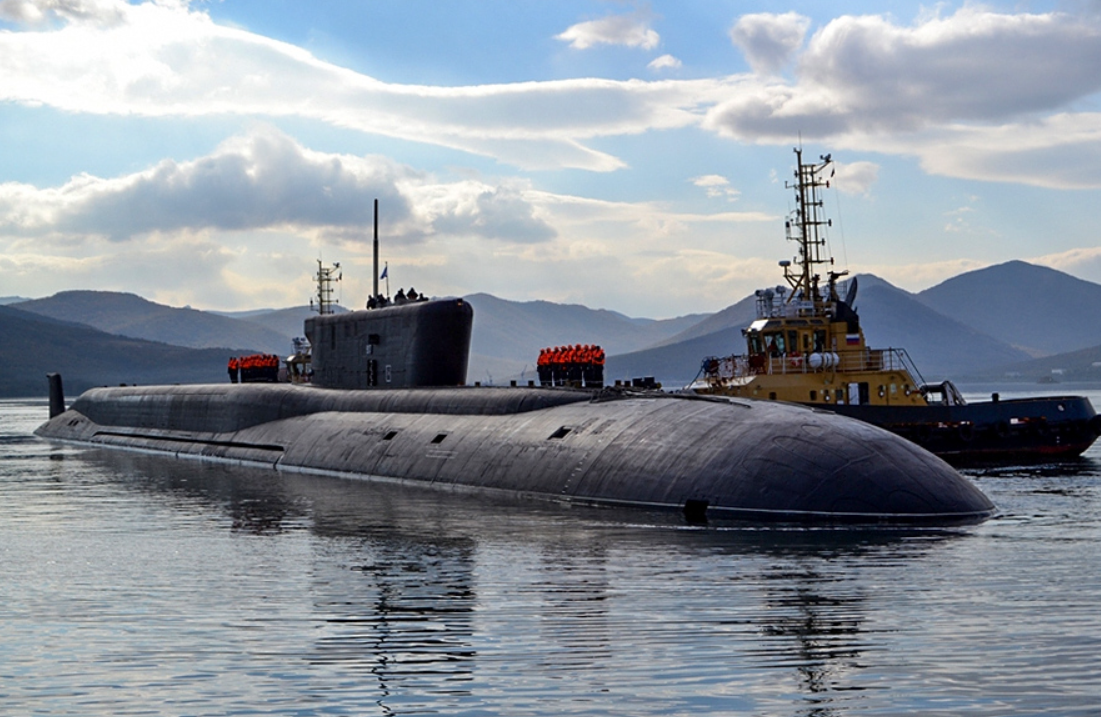
Прибытие РПКСН «Владимир Мономах» в Вилючинск

Запланированный на 2015 год межфлотский переход на Тихий океан в пункт базирования Вилючинск был перенесён на 2016 год.
14 ноября 2015 с «Владимира Мономаха» произвели успешную залповую стрельбу из подводного положения двумя межконтинентальными баллистическими ракетами «Булава» из акватории Белого моря по полигону Кура на Камчатке.
16 марта 2016 года подводный крейсер завершил выполнение плановых задач в Баренцевом море и прибыл в главную базу подводных сил Северного флота — Гаджиево.
26 сентября 2016 года крейсер прибыл к месту постоянной службы на Тихоокеанский флот в Вилючинск.
12 декабря 2020 года К-551 «Владимир Мономах» успешно выполнил залповую стрельбу из подводного положения четырьмя межконтинентальными баллистическими ракетами «Булава» из акватории Охотского моря по полигону Чижа в Архангельской области. Это был первый пуск ракет после перехода крейсера на Тихий океан.

## Командиры
Первый экипаж
- Капитан 1-го ранга С. С. Колдунов[21]

Второй экипаж
- Капитан 1-го ранга Д. А. Логунов
- Капитан 2-го ранга В. В. Акованцев